# Warnstorfia luipichensis
Warnstorfia luipichensis là một loài rêu trong họ Amblystegiaceae. Loài này được R.S. Williams Hedenäs mô tả khoa học đầu tiên năm 1993.